# Leptosiphon breviculus
Leptosiphon breviculus är en blågullsväxtart som först beskrevs av Asa Gray, och fick sitt nu gällande namn av J.M. Porter och L.A. Johnson. Leptosiphon breviculus ingår i släktet Leptosiphon och familjen blågullsväxter. Inga underarter finns listade i Catalogue of Life.